# Marc Andreyko
Marc Andreyko est un scénariste américain de comics né en 1970.

## Biographie
Marc Andreyko naît et vit ses jeunes années à Cleveland, dans l'Ohio. En 1994, il écrit le comics The Lost qui est nommé aux Prix Harvey. Il est ensuite engagé par DC Comics pour relancer le personnage de Manhunter. Parallèlement il signe avec Brian Michael Bendis le scénario de Torso. En 2013, il signe les scénarios de Batwoman. En 2017, il est le responsable éditorial de l'anthologie Love is love publié en hommage aux victimes de la tuerie de la boîte de nuit The Pulse et où on retrouve entre autres les noms de Brian Michael Bendis, Michael Avon Oeming, Gail Simone, Grant Morrison, Paul Dini, Jim Lee. Cet ouvrage est publié par IDW Publishing avec le soutien de DC Comics et de Archie Comics. En 2018, il devient scénariste de la série Supergirl.

## Œuvres
- The Lost
- The Supernaturals (avec Ivan Reis), série limitée, Marvel Comics, 1998
- Torso (avec Brian Michael Bendis Image Comics, 1998-1999. Recueil en 2001,  (ISBN 1-58240-697-9))
- Manhunter 1-38 (with avec Jesus Saiz/Jimmy Palmiotti et Michael Gaydos, DC Comics, 2004–2009) réunis en plusieurs recueils :
  - Street Justice (numéros 1–5, décembre 2005,  (ISBN 1-4012-0728-6))
  - Trial By Fire (numéros 6–14, janvier 2007,  (ISBN 1-4012-1198-4))
  - Origins (numéros 15–23, août 2007,  (ISBN 1-4012-1340-5))
  - Unleashed (numéros 24–30, janvier 2008,  (ISBN 1-4012-1632-3))
  - Forgotten (numéros 31-38, Mai 2009)
- The Ferryman (avec Jonathan Wayshak, série limitée, Wildstorm, 2008–2009)
- Batman: Streets of Gotham 1-13 (épisodes de Manhunter, DC Comics, 2009–2010)
- Michael Chiklis' Pantheon (série limitée, IDW Publishing, 2010)
- Let Me In: Crossroads (série limitée, Dark Horse Comics, 2010–2011)
- Batwoman (2013)
- Wonder Woman '77 (2016)
- Supergirl (2018)